# Bowerbank
Bowerbank – obszar niemunicypalny w Kern County, w Kalifornii (Stany Zjednoczone), na wysokości 91 m. Znajduje się 5,6 km na wschód od Buttonwillow.